# سسک مارمورا

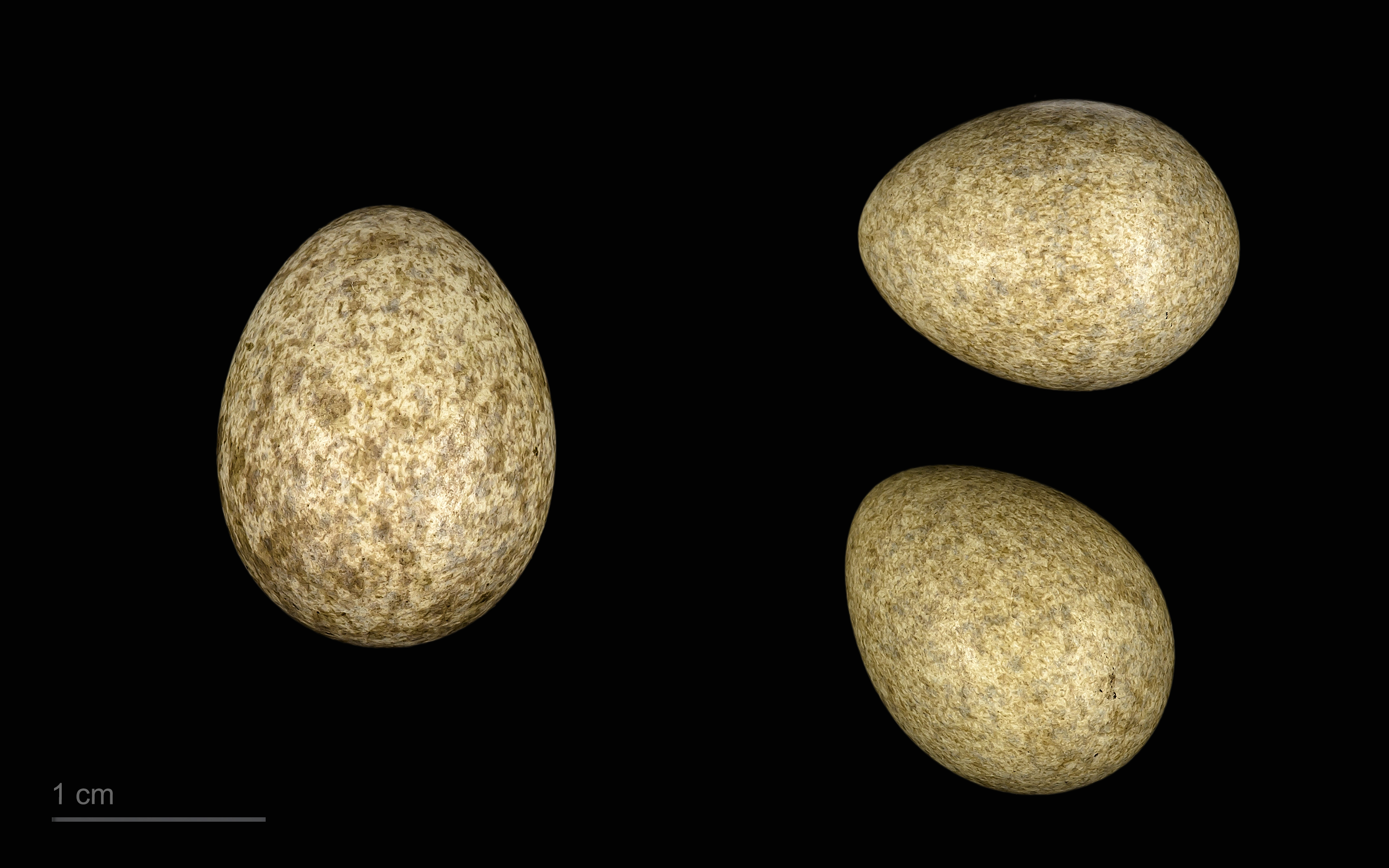
Cuculus canorus canorus + Sylvia sarda

سسک مارمورا (نام علمی: Sylvia sarda) نام یک گونه از سرده سسک‌های نمادین است.